# 蓮達·李·卡德威爾
蓮達·李·卡德威爾（英語：Linda Lee Cadwell，1945年3月21日—），出生名为蓮達·C·艾米利（英語：Linda C. Emery）。她是截拳道創立人及武打巨星李小龍的妻子，共育有子女李國豪和李香凝兩人，後來兩度再婚。她是一名教師，退休後與李香凝成立了「李小龍基金會」。

## 生平
1945年3月21日，蓮達·C·艾米利出生於華盛頓州埃弗里特一個浸信會家庭，屬瑞典、愛爾蘭及英格蘭血統。她在高中時看過李小龍到她學校示範功夫，當時李小龍已經在華盛頓大學唸書。後來她也進入了華盛頓大學，並跟隨李小龍學習功夫。1964年8月17日，她與李小龍結婚，育有一子國豪和一女香凝。1973年7月20日，丈夫李小龍因癲癇猝死症逝世，終年32歲。1988年，蓮達與作家Tom Bleecker結婚，1990年離婚。Bleecker曾是李小龍的功夫學生，蓮達和他合著的《The Bruce Lee Story》在1988年7月出版。1991年，她和Bruce Cadwell結婚。1993年3月31日，其子李國豪在片場拍攝電影《烏鴉》時，意外中槍死亡，年僅28歲。2001年，蓮達退休。2002年，她與女兒李香凝成立了「李小龍基金會」，繼續推廣李小龍的截拳道及哲學。

## 外部連結
- Bruce Lee Foundation （页面存档备份，存于） (李小龍基金會)（英文）
- 蓮達·李·卡德威爾在互联网电影资料库（IMDb）上的資料（英文）